# Vuelo General de España de 1956
El Vuelo General de España de 1956, también llamado Vuelo Americano de 1956, Vuelo Americano Serie B, o simplemente Vuelo Americano, fue un proyecto cartográfico de fotografía aérea de España realizado entre marzo de 1956 y septiembre de 1957 por un convenio entre el gobierno franquista y el gobierno de Estados Unidos, que, mediante el Army Map Service, sobrevoló fotografiando la mayor parte del territorio español a una escala 1:33.000 y a una altitud de 5.000 metros. En total se registraron unas 60 000 fotografías y 4.533 horas de vuelo.

## Antecedentes y contexto
Previamente a este proyecto se habían realizado entre 1928 y 1932 el vuelo del navarro Julio Ruiz de Alda que, con su Plus Ultra, fotografió la Cuenca del Segura en una escala aproximada de  1:10.000. También se realizó entre 1945 y 1946 el primer Vuelo Americano, también denominado proyecto Casey Jones.
El interés por realizar ortofotos al territorio español fue la necesidad de mejorar la cartografía militar, además del interés estratégico de España durante la Guerra Fría, y estudiar el territorio que se encontraba en un grave atraso tecnológico y económico. España y Estados Unidos firmaron un convenio de defensa de 23 de septiembre de 1953, conocido como los Pactos de Madrid, donde el gobierno de Washington obtenía derechos de tránsito y aterrizaje en las bases aéreas en Morón de la Frontera, Torrejón de Ardoz, Zaragoza y la base naval de Rota, mientras que España obtuvo material militar y armamento, la modernización de sus bases aéreas y una cartografía actualizada.

## Equipo humano
Los encargados de llevar a cabo el proyecto fotográfico fueron el Aerial Survey Team #6 (AST6) perteneciente al escuadrón 1372 del Photo Mapping Group (PMG) del Army Map Service (AMS) con base en Getafe (Madrid). El equipo contaba con al menos ocho pilotos: John Meyers, Dick Nemeth1, Ron Knaus, Lee Gemble (oficial de operaciones), Gene Lucchesi (comandante), Bill Pollock, Don Robinson y Hal Bradley.

## Equipamiento técnico
El equipo técnico de la Fuerza Aérea de EE. UU. (USAF) constaba de aviones turbohélice Beechcraft RC-45, cuatro aviones volando Italia, Marruecos, España y otros de regreso a EE. UU. en 1958 en el portaviones “Tripoli” con sistema de navegación Radar Doppler muy utilizado para fotografía aérea en la época. Tenían apertura de escotilla de cámara desde cabina. Se utilizaron al menos siete cámaras fotogramétricas modelo Fairchild T-11 fabricadas en Estados Unidos entre 1952 y 1954. 
Además se utilizó película Kodak aérea de acetato de celulosa (safety film) que registraba información marginal en una inscripción lateral en el negativo como el número de serie del objetivo, contador de exposiciones, reloj, altitud de vuelo, etiqueta manuscrita con el número de cámara y varios, marcas fiduciales, y un testigo de la efectividad de la succión (letra V).

## Cronología del proyecto

### 1953
- Septiembre: se autorizan al ejército americano bases en Morón, Torrejón, Zaragoza y Rota, bajo el Joint U.S.-Spanish Military Group (JUSMG).

### 1954
- Junio: Finalizaban trabajos de vuelo en Italia; el general Vigón eleva el tema del vuelo al JUSMG.
- Julio: Visita del Aerial Photographing and Charting Service: posibilidad de volar con los aviones RB-20 que operan en Marruecos.
- Septiembre: Firma del acuerdo de cooperación.
- Octubre: El mayor Rodríguez (USAF), informa que el acuerdo está listo y a falta de aprobación por los españoles. Asignación del proyecto a los RC-45.

### 1955
- Febrero: Orden de traslado de dos RC-45 desde Roma a Sidi Slimane (Marruecos). El embajador de EE. UU. recibe el permiso de España para volar la parte española de Marruecos.
- Marzo: Inspección de la base de Marruecos.
- Junio: Firma del acuerdo para vuelo y 2 nuevos mapas de Península, Baleares, Canarias, y Marruecos español, a escalas 1:50.000 y 1:250.000.
- Julio: Informe negativo de la USAF por falta de infraestructura aérea. Sugieren volar desde Marruecos, o dejar el proyecto a empresas privadas. Finalizado el vuelo de Marruecos. Vuelven a Roma los 2 RC-45.
- Agosto: Inicio del vuelo con 2 RC-45 y 18 personas. Voladas más de 1 millón de hectáreas.
- Septiembre: Orden de operar con 6 RC-45 desde el 1 de marzo hasta el 10 de noviembre de 1956.
- Noviembre: Cesan las operaciones. Permanece un equipo para el procesado fotográfico.

## Conservación
Los fotogramas originales resultantes del proyecto cartográfico se conservan en el Centro Cartográfico y Fotográfico del Ejército del Aire (CECAF).
En septiembre de 2011 se completó la digitalización de los 60 000 fotogramas, escaneados con resolución de 21 micras, que ocuparon 8 terabytes. Una copia digital fue entregada al Instituto Geográfico Nacional.